# Josep Casanovas i Marca
Josep Casanovas i Marca (Reus, 30 de març del 1927 - 4 de febrer del 2023) va ser músic, pianista, mestre i compositor català. Se'l coneixia com «el mestre Casanovas»

## Biografia
Començà a estudiar piano als quatre anys, amb mestres com Pepita Anguera i Fructuós Piqué, i posteriorment es graduà al Conservatori del Liceu. L'any 1940 o 1945 (segons versions) es convertí en organista titular de la reusenca ermita de Misericòrdia, funció que acomplí fins al 1991. El 1945 havia fundat l'«Orquestra de Cambra de corda Ciutat de Reus», i també efectuà concerts de piano arreu de Catalunya. A l'any següent obtingué el títol de professor de teoria-solfeig i de piano. Es dedicà a la docència, i el 1947 fundà l'«Acadèmia de Música Reus». Trenta anys després constituí l'Institut Musical Reus, filial del conservatori del Liceu. Va ser professor, a més, dels col·legis de la Salle de Reus i Tarragona, de l'Institut Gaudí i del Col·legi Sant Josep de Reus.
Va ser mestre director de la Secció Lírica del Centre Catòlic (1946-1975), fundador de l'«Associació Amics del Folklore» (1947) i el 1962 va ser nomenat mestre director de la Banda Ciutat de Reus (càrrec que encara conservava el 1999). L'any 1974 fundà l'«Orquestra de Cambra d'Acordions de Reus». L'any 1975 funda la «Companyia Lírica La Salle» que després es convertí en la «Companyia Lírica Ciutat de Reus» de la que va ser Mestre Director fins a l'any 2005. Com a compositor, ha escrit desenes d'obres, incloent-hi sardanes, sarsueles, havaneres, música sacra i composicions de música clàssica.

## Obres[2]
Selecció
- Ball de la Pastoreta (1959)
- Cuentos de Colín (1957), obra musical infantil
- Les dos glòries (1947), opereta
- Havanera del camí (2007), amb lletra de Pere Elias i Montornés, dedicada al Camí de Sant Jaume[5]
- Himne La Salle, per a cor amb lletra d'Adrià Trescents[6]
- Id uniendo vuestras manos, amb lletra de Pedro Miguel Lamet
- Marcha Nupcial per a l'enllaç de Fabiola Mora y Aragón i Balduí de Bèlgica (1960)
- Salve a quatre veus (1945)
- Suite Mediterrània (2010-2011)
- Sardanes: L'Antina (1970); L'avi Vidal (1949); Bon record; Cançó de primavera; El cu-cut; La dansa de l'amor (enregistrada[7] diverses vegades); Maria; Montserratina; Raig de sol; La Rosa de Reus (1967); Roser; Toc de joia; Trenes d'or (1949)[8]

### Publicacions
- Bodas de platino de la Banda de la Ciudad. Reus 14-15-16 abril 1972.  Reus: Artis-Graf, 1972.